# 前鰭奈氏鱈
前鰭奈氏鱈，為輻鰭魚綱鱈形目鼠尾鱈科的其中一種，分布於東南太平洋智利中部至秘魯海域，屬深海底棲性魚類，深度250-960公尺，本魚吻窄短而尖，前鰓蓋骨及鰓膜無鱗片，體色黑色至褐色，口及鰓腔白色，體長可達30公分，棲息在底層水域，生活習性不明。